# Economia do Tibete
A economia do Tibete é praticamente dominada pela agricultura de subsistência e pela agropecuária; já no setor industrial, os bens mais destacados são tecidos, maquinários e produtos químicos. Devido as anômalas terras aráveis encontradas no Planalto Tibetano, a agropecuária prevalece em grande parte da região; a criação de gado, cabras, camelos, iaques, burros e cavalos prepondera no setor. Já na divisão agropecuária, os principais produtos cultivados são cevada, trigo, trigo sarraceno, centeio, batata, aveia, colza, algodão, frutas e vegetais diversos.
Nos últimos anos, a economia tibetana começou a evoluir, se tornando múltipla, com a indústria terciária se desenvolvendo em grande número. Porém, o economista do desenvolvimento e demógrafo especializado no Tibete e na China Ocidental Andrew Martin Fischer indica que, de acordo com um censo chinês publicado em 2000, os tibetanos permanecem predominantemente com a sua economia baseada no meio rural, já que a taxa geral de residentes tibetanos nas zonas rurais equivale a 87,2% da população.
O comércio moderno, o turismo, o lazer e outras indústrias desvalorizadas no antigo regime tibetano, estão em plena expansão e constituem grande parte do sistema econômico em desenvolvimento. De 2001 a 2009, o governo chinês investiu US$45,4 bilhões no desenvolvimento econômico da região. Isso teve efeitos benéficos no crescimento econômico, nos padrões de vida e na infraestrutura da população.

## Desenvolvimento econômico
| Crescimento do PIB local | Crescimento do PIB local |
| ------------------------ | ------------------------ |
| Ano                      | PIB em renminbi          |
| 1994                     | 元5 bilhões              |
| 2000                     | 元12 bilhões             |
| 2004                     | 元20 bilhões             |
| 2006                     | 元29 bilhões             |
| Fonte:                   |                          |

O PIB do Tibete em 2008 foi de 元39,6 bilhões. O governo chinês diz que isenta o local de todos os impostos e cobre 90% dos gastos do governo local. Por outro lado, tanto a mídia quanto a população tibetana, dizem que "o governo chinês está despojando dos recursos tibetanos e negligenciando o bem-estar do povo local."

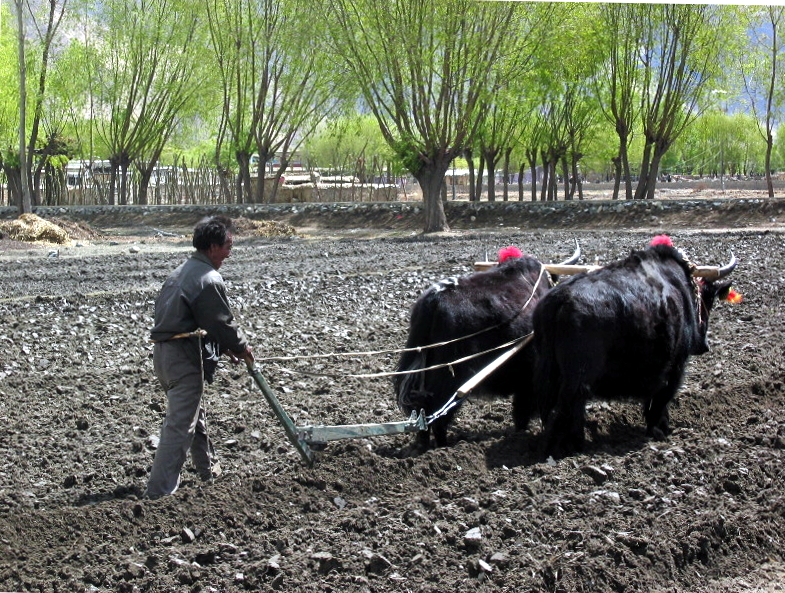
Um fazendeiro tibetano arando um campo com dois iaques

De acordo com o governador do Tibete, Qiangba Puncog, a economia do Tibete cresceu em média 12% ao ano de 2000 a 2006 e o PIB per capita atingiu 元10.000 em 2006 pela primeira vez na história do Tibete.
A economia da região cresceu 7,4% em 2007, e 14,7% em 2006. Porém nos primeiros seis meses de 2008, o crescimento econômico do Tibete despencou em mais de 50% depois de uma série de protestos violentos acontecerem em Laasa, levando a uma queda na maioria dos setores econômicos.

### Esforços do governo chinês
De 18 a 20 de janeiro de 2010, foi realizada uma conferência sobre o desenvolvimento econômico da região do Tibete e também das áreas habitadas por tibetanos em Sichuan, Yunnan, Gansu e Qinghai. Foi desenvolvido então, um plano substancial para melhorar o desenvolvimento das áreas. A conferência contou com a presença de membros do Comitê Permanente do Politburo do CPC, como por exemplo Hu Jintao, Wen Jiabao, Xi Jinping, Li Keqiang e Zhou Yongkang reforçando a então vontade e o compromisso dos líderes chineses com o desenvolvimento da área. O plano previa a melhoria da renda para os tibetanos que trabalhavam na zona rural; educação gratuita para as crianças tibetanas e também zelava para que até 2020, a região do Tibete alcançasse a média nacional chinesa em questões como desenvolvimento, e outras questões sociais. Desde 2001 o governo chinês já investiu um valor de 元310 bilhões na região do Tibete. "O PIB do Tibete deveria atingir 元43,7 bilhões em 2009, 170% a mais que em 2000 e deveria registrar um crescimento anual de 12,3% nos últimos nove anos." Especialistas atribuíram o aumento de interesse por parte do governo chinês no Tibete, à preocupação com o nacionalismo tibetano, que resultou em uma agitação étnica em 2008.

### Indústria
Muitas fábricas foram estabelecidas no Tibete desde 1959, mas o desenvolvimento industrial e econômico dessa região tem uma história longa e próspera. O governo chinês inicialmente tentou seguir planos de desenvolvimento econômico, com estruturas baseadas em outras regiões da China, ignorando totalmente a real situação do Tibete. O local tinha extrema escassez de combustível, altos custos de transporte e além de tudo, a mão de obra local era inexperiente com esse tipo de setor. Antes dos anos 1950, não havia indústria ou infraestrutura moderna e o estilo de vida e os hábitos de trabalho das pessoas, eram muito diferentes daqueles de outras regiões chinesas que já estavam na era industrial moderna. Muitas fábricas rapidamente se tornaram financeiramente não-lucrativas e esse problema tonou-se um fardo para o governo. O valor da produção industrial das empresas estatais aumentou primeiro para 元141,7 milhões em 1960 e caiu para 元11,2 milhões em 1968.
Com alguns ajustes, o valor da produção industrial voltou a subir no final da década de 1980. Além disso, como no resto da China, a indústria no Tibete, sofreu muito com estes reajustes. Em 2007, o lucro industrial da região totalizava 元5,044 milhões, 33,1% do valor viera de empresas estatais, 5,6% de empresas de propriedade coletiva e 61,3% de “outros” (empresas privadas, joint ventures e empresas estrangeiras). Assim, a iniciativa privada é hoje a principal fonte do crescimento industrial.
De acordo com o White Paper publicado pelo governo central chinês em 2009 para marcar o quinquagésimo aniversário da "Reforma Democrática do Tibete", a indústria tibetana moderna se desenvolveu principalmente em setores como mineração, materiais de construção, artesanato e também em outras industrias que funcionam como pilares fundamentais na sociedade como indústrias de base e geração de energia, processamento de produtos agrícolas e produção animal e alimentar. O valor agregado industrial aumentou 元15 milhões em 1959 para 元2.968 milhões em 2008. O comércio moderno, o turismo, o lazer e outras indústrias das quais nunca se ouvia falar no antigo regime tibetano estão agora crescendo como as principais indústrias na região. Petróleo, gás natural e borracha também desempenham um papel importante nas exportações anuais do Tibete.

### Mão de obra tradicional
O rápido desenvolvimento econômico do Tibete trouxe uma espécie de renascimento para o artesanato tradicional. Muitos tibetanos hoje obtêm uma parte significativa de sua renda com a venda de artesanato e produtos culturais para turistas.
Fundada em 1953, a fábrica estatal de tapetes em Lhasa se tornou uma empresa moderna cujos produtos são vendidos na Europa, América e na própria Ásia.

## Turismo
Nos últimos anos, o turismo no Tibete se expandiu rapidamente, especialmente após a conclusão da Ferrovia Qingzang em julho de 2006, que liga a província de Qinghai ao Tibete. A região recebeu 2,5 milhões de turistas em 2006, incluindo 150.000 estrangeiros.
Em 2007, o número subiu para cerca de 4 milhões de visitantes, mas caiu para apenas 2.246.400 em 2008  devido ao fechamento da região para o turismo de março a junho.
Entre janeiro e julho de 2009, mais de 2,7 milhões de turistas visitaram o Tibete, três vezes mais que no mesmo período de 2008,  gerando uma renda de 元2,29 bilhões.
Em 2010, a região recebeu 6,85 milhões de turistas nacionais e estrangeiros, gerando receitas de 元7,14 bilhões, 14% do PIB total.
Entre 1º de janeiro e 30 de novembro de 2012, a região atingiu assim o seu recorde, recebendo 10 milhões de turistas nacionais e estrangeiros. Quase 300.000 pessoas estão empregadas no setor de turismo na região, de acordo com dados do próprio governo.